# Kuplety i prypiewy
Kuplety i prypiewy (biał. Куплеты і прыпевы, pol. Zwrotki i refreny) – debiutancki solowy album studyjny białoruskiego muzyka Lawona Wolskiego, opublikowany 16 kwietnia 2008 roku na stronie internetowej wokalisty. 26 czerwca 2008 roku został on także wydany na płytach CD, gdzie znalazły się utwory z wersjami karaoke. Prezentacja albumu odbyła się 24 lipca 2008 roku w mińskim domu handlowym Riga.

## Lista utworów
| Nr  | Tytuł utworu             | Oryginalna pisownia tytułu | Długość |
| --- | ------------------------ | -------------------------- | ------- |
| 1.  | „Rabiaty z badunca”      | «Рабяты з бадунца»         | 1:44    |
| 2.  | „Żydamasony”             | «Жыдамасоны»               | 3:25    |
| 3.  | „ŻREA-ŻES”               | «ЖРЭА-ЖЭС»                 | 3:13    |
| 4.  | „Eurawizija”             | «Эўравізія»                | 3:47    |
| 5.  | „Prapiska”               | «Прапіска»                 | 2:13    |
| 6.  | „Deputaty”               | «Дэпутаты»                 | 2:18    |
| 7.  | „Palityczny kamientatar” | «Палітычны каментатар»     | 2:30    |
| 8.  | „Pasat-uniwiersał”       | «Пасат-універсал»          | 2:58    |
| 9.  | „Terminatar”             | «Тэрмінатар»               | 3:55    |
| 10. | „Służy-służy sałdacik”   | «Служы-служы салдацік»     | 2:15    |
|     |                          |                            | 28:18   |

## Twórcy
- Lawon Wolski – wokal, syntezator, autor tekstów i muzyki
- Pawieł Traciak – gitara[6]